# جایزه بزرگ سوئد ۱۹۷۶
جایزه بزرگ سوئد ۱۹۷۶ (انگلیسی: ‎1976 Swedish Grand Prix‎) یک مسابقهٔ موتوری در رشتهٔ اتومبیل‌رانی فرمول یک بود که در تاریخ ۱۳ ژوئن ۱۹۷۶ در پیست مسابقه اسکاندیناوین واقع در اندرستورپ، سوئد برگزار شد. این گراند پری در میان ۱۶ گراند پری در فصل ۱۹۷۶، مسابقهٔ شمارهٔ ۷ بود.
در این مسابقه که در ۷۲ دور و به مسافت ۲۸۹٫۲۹۶ کیلومتر (۱۷۹٫۷۶۰ مایل) برگزار شد، پول پوزیشن توسط جودی شکتر کسب شد و سریع‌ترین زمان برای طی یک دور پیست که برابر با ۱:۲۸٫۰۰۲ بود نیز توسط ماریو اندرتی به ثبت رسید.
جودی شکتر از تیم تایرل-فورد، پاتریک دیپلر از تیم تایرل-فورد و نیکی لائودا از تیم فراری به‌ترتیب مقام‌های اول تا سوم مسابقه را کسب کردند.

## رده‌بندی قهرمانی پس از مسابقه
| جایگاه | راننده       | امتیاز |
| ------ | ------------ | ------ |
| ۱      | نیکی لائودا  | ۵۵     |
| ۲      | جودی شکتر    | ۲۳     |
| ۳      | پاتریک دیپلر | ۲۰     |
| ۴      | کلی رگاتزونی | ۱۶     |
| ۵      | ژاک لافیت    | ۱۰     |
| منبع:  |              |        |

| جایگاه | سازنده      | امتیاز |
| ------ | ----------- | ------ |
| ۱      | فراری       | ۵۸     |
| ۲      | تایرل-فورد  | ۳۱     |
| ۳      | مک‌لارن-فورد | ۱۴     |
| ۴      | لیجیه-ماترا | ۱۰     |
| ۵      | لوتوس-فورد  | ۶      |
| منبع:  |             |        |

یادداشت
- تنها پنج جایگاه نخست از هر رده‌بندی نمایش داده شده‌است.